# 东盟宣言
《东盟宣言》（英語：ASEAN Declaration；也称为《曼谷宣言》）是东南亚国家联盟的创始文件。此宣言由5个东盟创始国的代表，分别是他納·科曼（泰国）、阿都·拉萨（马来西亚）、拉惹·勒南（新加坡）、Adam Malik（印度尼西亚）以及Narciso Ramos（菲律宾）于1967年8月8日在泰国曼谷签署。
《东盟宣言》阐明了东盟的3大基本原则，即：「合作」、「友好」及「不干涉」。此外，8月8日也被定为东盟日。